# Пешич, Бранко
Бра́нко Пе́шич (серб. Бранко Пешић; 1 сентября 1921, Земун — 4 октября 2006) — сербский архитектор.
Профессор Белградского университета, автор ряда значительных проектов, в том числе первого белградского высотного здания Београджанка. В 1984 г. возглавил проектно-строительные работы по возведению Собора Святого Саввы — крупнейшего белградского храма, сооружение которого было прервано в 1941 г. Последние годы жизни провёл в Италии, входил в Коронный совет при претенденте на югославский престол Александре Карагеоргиевиче.